# Coltainville
Coltainville település Franciaországban, Eure-et-Loir megyében. Lakosainak száma 904 fő (2022. január 1.). Coltainville Soulaires, Bailleau-Armenonville, Champseru, Houville-la-Branche, Nogent-le-Phaye, Gasville-Oisème, Saint-Prest és Jouy községekkel határos.

## Népesség
A település népességének változása:
| Lakosok száma | 391  | 432  | 737  | 798  | 908  | 882  | 884  | 898  | 911  | 904  |
|               | 1968 | 1982 | 1990 | 2006 | 2013 | 2015 | 2017 | 2019 | 2020 | 2022 |